# Crise de la nullification
La crise de la nullification (en anglais : nullification crisis) est une crise politique liée au sectionalisme ayant eu lieu aux États-Unis en 1832 et 1833, sous la présidence d'Andrew Jackson.
Confrontation entre l'État de Caroline du Sud et le gouvernement fédéral, cela s'est produit après que la Caroline du Sud déclare les droits de douane fédéraux de 1828 et 1832 inconstitutionnels et donc nuls et non avenus à l'intérieur des frontières souveraines de l'État. Cependant, les tribunaux au niveau des États et au niveau fédéral, y compris la Cour suprême des États-Unis, rejettent à plusieurs reprises la théorie de nullification par les États.